# Ousmane Coulibaly
Ousmane Coulibaly (Párizs, 1989. július 9. –) mali válogatott labdarúgó.

## Sikerei, díjai
Guingamp
- Francia kupagyőztes (1): 2008–09